# (7496) Miroslavholub
(7496) Miroslavholub ist ein Asteroid des äußeren Hauptgürtels, der am 27. November 1995 vom tschechischen Astronomen Miloš Tichý am Kleť-Observatorium (IAU-Code 046) bei Český Krumlov in Südböhmen entdeckt wurde.
Der Himmelskörper ist nach dem tschechischen Dichter und Arzt Miroslav Holub (1923–1998) benannt. Die Benennung erfolgte durch die Internationale Astronomische Union (IAU) am 8. Dezember 1998.